# Anagrus flaviapex
Anagrus flaviapex är en stekelart som beskrevs av Chiappini och Lin 1998. Anagrus flaviapex ingår i släktet Anagrus och familjen dvärgsteklar. Inga underarter finns listade i Catalogue of Life.